# Luis Elizondo
Pour les articles homonymes, voir Elizondo.
Luis Elizondo est un ancien employé du Bureau du Sous-secrétaire à la Défense pour le Renseignement (OUSDI) et un ancien agent spécial du contre-espionnage de l'armée américaine.
Il a été entre 2017 et 2020 directeur de la sécurité globale et des programmes spéciaux au sein de l'entreprise To the Stars.

## Biographie
Elizondo a été le directeur de l'Advanced Aerospace Threat Identification Program (AATIP), un programme doté d'un budget de 22 millions de dollars, lancé par la Defense Intelligence Agency afin d'étudier les phénomènes aériens non identifiés (UAP), également connus sous le nom de PAN (anciennement OVNIS). Elizondo affirme que le gouvernement a récupéré des « alliages métalliques et autres matériaux » de ces objets. Selon le ministère de la Défense, le programme AATIP a pris fin en 2012 après cinq années d'activité, mais les rapports suggèrent que les programmes d'enquête sur les PAN (anciennement OVNIS) se poursuivent.
Elizondo a démissionné de l'OUSDI après avoir exprimé sa préoccupation face à ce qu'il a appelé « les défis bureaucratiques et les mentalités inflexibles » à tous les niveaux du Département. Dans sa lettre de démission, Elizondo se demande pourquoi, malgré de nombreux témoignages de la marine américaine et d'autres services, « certaines personnes au sein du Département restent fermement opposées à la poursuite des recherches » sur « des systèmes aériens inhabituels interférant avec les plates-formes d'armes militaires et affichant des capacités dépassant la prochaine génération ». Elizondo affirme que « sous-estimer ou ignorer ces menaces potentielles n'est pas dans le meilleur intérêt du Ministère, quel que soit le niveau de conflit politique ».

### Lanceur d'alerte
En 2017, Elizondo a rejoint l'organisation To the Stars Academy of Arts and Science et a dirigé avec Christopher Mellon, ancien sous secrétaire à la défense de l'administration Bush et Clinton, la publication de trois vidéos réalisées par des pilotes de la marine américaine prises lors de l'incident OVNI du USS Nimitz et de ceux concernant l'USS Theodore Roosevelt,,.
En avril 2019, au lendemain de la divulgation de l'AATIP, la Marine a reconnu qu'elle rédigeait de nouvelles lignes directrices pour les pilotes et autres membres du personnel afin de signaler les rencontres avec des avions non identifiés. Elizondo a appelé cette décision politique « la plus grande décision prise par la Marine depuis des décennies ».
Une série en six parties de History Channel intitulée Unidentified: Inside America's UFO Investigation présente Elizondo et d'autres affiliés à l'AATIP,,. Le producteur exécutif Tom DeLonge a déclaré au New York Daily News qu'il avait quitté son groupe Blink-182 parce qu'il voulait se concentrer sur « la mise en place des fondations pour créer un véhicule pour la divulgation du phénomène OVNI ». Pour le professeur de journalisme Keith Kloor (en), « en somme, DeLonge prétend qu'il est le vaisseau choisi par l'armée pour la divulgation d'OVNI ».
En 2021, il signe un contrat avec une maison d'édition américaine, pour la production d'un livre où il racontera plus en détail son histoire.